# Иванов, Пётр Алексеевич (спортсмен)
Пётр Алексе́евич Ивано́в (21 июня 1924, Москва — 12 марта 1953, Москва) — советский футболист и хоккеист, защитник.

## Карьера

### Футбольная
В 1940—1941 годах играл за московскую команду КИМ, затем в 1944—1945 годах — за владивостокское «Динамо». С 1946 года — в ленинградском «Динамо». В 1949 году перешёл в московское «Динамо», в составе которого становился чемпионом и вице-чемпионом страны, а также дважды доходил до финала Кубка. В 1951 году вернулся в Ленинград, где за 2 сезона сыграл 32 матча и забил 1 гол.

### Хоккейная
В чемпионате СССР по хоккею с шайбой в сезонах 1947/48, 1948/49 и 1949/50 играл за ленинградское «Динамо».

## Достижения
«Динамо» Москва
- Чемпион СССР: 1949
- Серебряный призёр чемпионата СССР: 1950
- Финалист Кубка СССР (2): 1949, 1950